# Olympische Sommerspiele 2004/Teilnehmer (Tschechien)
| Gelbes Symbol für Goldmedaillen mit stilisierten Olympischen Ringen | Graues Symbol für Silbermedaillen mit stilisierten Olympischen Ringen | Braundes Symbol für Bronzemedaillen mit stilisierten Olympischen Ringen |
| ------------------------------------------------------------------- | --------------------------------------------------------------------- | ----------------------------------------------------------------------- |
| 1                                                                   | 3                                                                     | 5                                                                       |

Tschechien nahm bei den Olympischen Sommerspielen in der griechischen Hauptstadt Athen mit 142 Sportlern, 62 Frauen und 80 Männern, teil.
Seit 1996 war es die dritte Teilnahme Tschechiens bei Olympischen Sommerspielen.

## Flaggenträger
Die Freistilschwimmer Květoslav Svoboda trug die Flagge Tschechiens während der Eröffnungsfeier im Olympiastadion.

## Medaillen
Mit einer gewonnenen Gold-, drei Silber- sowie fünf Bronzemedaillen belegte das tschechische Team Platz 42 im Medaillenspiegel.

## Teilnehmer nach Sportarten

### Basketball
- Frauenturnier
5. Platz

- Kader
Irena Borecká
Romana Hamzová
Michala Hartigová
Hana Horáková-Machová
Zuzana Klimešová
Petra Kulichová
Michaela Pavlíčková
Michaela Uhrová
Ivana Večeřová
Jana Veselá
Eva Vítečková
Ivana Voračková

### Gewichtheben
- Tomáš Matykiewicz
Männer, Schwergewicht: 13. Platz

### Judo
- Andrea Pažoutová
Frauen, Mittelgewicht: Viertelfinale

### Kanu
- Martin Doktor
Männer, Canadier-Einer, 500 Meter: 5. Platz
Männer, Canadier-Einer, 1000 Meter: 4. Platz

- Štěpánka Hilgertová
Frauen, Kajak-Einer, Slalom: 5. Platz

- Tomáš Indruch
Männer, Canadier-Einer, Slalom: 5. Platz

- Irena Pavelková
Frauen, Kajak-Einer, Slalom: 15. Platz

- Ondřej Raab
Männer, Kajak-Einer, Slalom: 14. Platz

- Michala Strnadová
Frauen, Kajak-Einer, 500 Meter: Halbfinale

- Marek Jiras & Tomáš Máder
Männer, Canadier-Zweier, Slalom: 7. Platz

- Ondřej Štěpánek & Jaroslav Volf
Männer, Canadier-Zweier, Slalom: Bronze

### Leichtathletik
- Jaroslav Bába
Männer, Hochsprung: Bronze

- Kateřina Baďurová
Frauen, Stabhochsprung: 12. Platz

- Barbora Dibelková
Frauen, 20 Kilometer Gehen: 24. Platz

- Tomáš Dvořák
Männer, Zehnkampf: DNF

- Miroslav Guzdek
Männer, Speerwurf: 23. Platz in der Qualifikation

- Pavla Hamáčková
Frauen, Stabhochsprung: 11. Platz

- Michaela Hejnová
Frauen, Siebenkampf: 26. Platz

- Miloš Holuša
Männer, 50 Kilometer Gehen: 38. Platz

- Štěpán Janáček
Männer, Stabhochsprung: 28. Platz in der Qualifikation

- Tomáš Janků
Männer, Hochsprung: 30. Platz in der Qualifikation

- Šárka Kašpárková
Frauen, Dreisprung: 26. Platz in der Qualifikation

- Jarmila Klimešová
Frauen, Speerwurf: 25. Platz in der Qualifikation

- Zuzana Hlavoňová
Frauen, Hochsprung: 26. Platz in der Qualifikation

- Vladimíra Malátová-Racková
Frauen, Diskuswurf: 33. Platz in der Qualifikation

- Libor Malina
Männer, Diskuswurf: 10. Platz

- Jiří Malysa
Männer, 20 Kilometer Gehen: DNF

- Vladimír Maška
Männer, Hammerwurf: 29. Platz in der Qualifikation

- Jiří Mužík
Männer, 400 Meter Hürden: Halbfinale

- Anna Pichrtová
Frauen, Marathon: 28. Platz

- Věra Pospíšilová-Cechlová
Frauen, Diskuswurf: Bronze

- Adam Ptáček
Männer, Stabhochsprung: 22. Platz in der Qualifikation

- Denisa Ščerbova-Rosolová
Frauen, Weitsprung: 24. Platz in der Qualifikation

- Roman Šebrle
Männer, Zehnkampf: Gold

- Lucie Škrobákova-Martincová
Frauen, 100 Meter Hürden: Vorläufe

- Michal Šneberger
Männer, 800 Meter: Vorläufe
Männer, 1500 Meter: Halbfinale

- Barbora Špotáková
Frauen, Speerwurf: 23. Platz in der Qualifikation

- Róbert Štefko
Männer, Marathon: 63. Platz

- Petr Stehlík
Männer, Kugelstoßen: 11. Platz

- Iva Straková
Frauen, Hochsprung: 16. Platz in der Qualifikation

- Štěpán Tesařík
Männer, 400 Meter Hürden: Halbfinale

- Nikola Tomečková-Brejchová
Frauen, Speerwurf: 4. Platz

- Svatoslav Ton
Männer, Hochsprung: 8. Platz

- Jiří Vojtík
Männer, 200 Meter: Vorläufe

- Lucie Vrbenská
Frauen, Hammerwurf: 42. Platz in der Qualifikation

- Antonín Žalský
Männer, Kugelstoßen: 26. Platz in der Qualifikation

- Jan Železný
Männer, Speerwurf: 9. Platz

### Moderner Fünfkampf
- Libor Capalini
Männer, Einzel: Bronze

- Alexandra Kalinovská
Frauen, Einzel: 26. Platz

- Michal Michalík
Männer, Einzel: 6. Platz

### Radsport
- René Andrle
Männer, Straßenrennen: 55. Platz
Männer, Einzelzeitfahren: 16. Platz

- Michal Hrazdíra
Männer, Straßenrennen: DNF
Männer, Einzelzeitfahren: 13. Platz

- Milan Kadlec
Männer, Punktefahren: 5. Platz
Männer, Madison: 13. Platz

- Alois Kaňkovský
Männer, Sprint: 2. Runde
Männer, 1000 Meter Zeitfahren: 10. Platz

- Radim Kořínek
Männer, Mountainbike: 22. Platz

- Lada Kozlíková
Frauen, Straßenrennen: DNF
Frauen, Einzelzeitfahren: 5. Platz
Frauen, Punktefahren: 15. Platz

- Jaroslav Kulhavý
Männer, Mountainbike: DNF

- Petr Lazar
Männer, Madison: 13. Platz

- Martina Růžičková
Frauen, Straßenrennen: 52. Platz

- Ondřej Sosenka
Männer, Straßenrennen: 62. Platz

- Ján Svorada
Männer, Straßenrennen: 60. Platz

- Lenka Valová
Frauen, 3000 Meter Einerverfolgung: 11. Platz

- Ivan Vrba
Männer, Keirin: 10. Platz

### Reiten
- Jaroslav Hatla auf Kyrenejennalla’s Boy
Vielseitigkeit, Einzel: 22. Platz

### Rhythmische Sportgymnastik
- Dominika Červenková
Frauen, Einzel: 20. Platz in der Qualifikation

### Ringen
- Petr Švehla
Männer, Federgewicht, griechisch-römisch: 19. Platz

- David Vála
Männer, Superschwergewicht, griechisch-römisch: 14. Platz

### Rudern
- Václav Chalupa
Männer, Einer: 8. Platz

- Mirka Knapková
Frauen, Einer: 4. Platz

- Milan Doleček, Jr. & Ondřej Synek
Männer, Doppelzweier: 5. Platz

- Petr Imre & Adam Michálek
Männer, Zweier ohne Steuermann: Hoffnungslauf

- Václav Maleček & Michal Vabroušek
Männer, Leichtgewichts-Doppelzweier: 9. Platz

- Jakub Hanák, David Jirka, Tomáš Karas & David Kopřiva
Männer, Doppelvierer: Silber

- Jakub Makovička, Karel Neffe, Jr., Jan Schindler & Petr Vitásek
Männer, Vierer ohne Steuermann: 8. Platz

### Schießen
- Václav Bečvář
Männer, Kleinkaliber, Dreistellungskampf: 31. Platz
Männer, Kleinkaliber, liegend: 16. Platz

- Tomáš Caknakis
Männer, Laufende Scheibe: 17. Platz

- Lenka Hyková
Frauen, Luftpistole: 16. Platz
Frauen, Sportpistole: Silber

- Miroslav Januš
Männer, Laufende Scheibe: 15. Platz

- Tomáš Jeřábek
Männer, Kleinkaliber, Dreistellungskampf: 24. Platz
Männer, Kleinkaliber, liegend: 24. Platz

- Kateřina Kůrková-Emmons
Frauen, Luftgewehr: Bronze 
Frauen, Kleinkaliber, Dreistellungskampf: 27. Platz

- Jan Sychra
Männer, Skeet: 8. Platz

- Martin Tenk
Männer, Luftpistole: 20. Platz
Männer, Freie Pistole: 9. Platz

### Schwimmen
- Ilona Hlaváčková
Frauen, 4 × 100 Meter Freistil: 13. Platz
Frauen, 100 Meter Rücken: 12. Platz

- Josef Horký
Männer, 4 × 200 Meter Freistil: 13. Platz

- Sandra Kazíková
Frauen, 50 Meter Freistil: 25. Platz
Frauen, 4 × 100 Meter Freistil: 13. Platz

- Petra Klosová
Frauen, 4 × 100 Meter Freistil: 13. Platz

- Kristýna Kyněrová
Frauen, 400 Meter Freistil: 30. Platz

- Daniel Málek
Männer, 100 Meter Brust: 28. Platz
Männer, 200 Meter Brust: 30. Platz

- Jana Myšková-Klusáčková
Frauen, 100 Meter Freistil: 23. Platz
Frauen, 200 Meter Freistil: 33. Platz
Frauen, 4 × 100 Meter Freistil: 13. Platz

- Jana Pechanová
Frauen, 800 Meter Freistil: 19. Platz

- Kateřina Pivoňková
Frauen, 200 Meter Rücken: 19. Platz

- Michal Rubáček
Männer, 4 × 200 Meter Freistil: 13. Platz
Männer, 100 Meter Schmetterling: 39. Platz

- Martin Škacha
Männer, 4 × 200 Meter Freistil: 13. Platz

- Květoslav Svoboda
Männer, 200 Meter Freistil: 9. Platz
Männer, 4 × 200 Meter Freistil: 13. Platz

### Segeln
- Michal Maier
Männer, Finn-Dinghy: 15. Platz

- Tom Malina
Männer, Windsurfen: 31. Platz

- Lenka Šmídová
Frauen, Europe: Silber

- Martin Trčka
Laser: 25. Platz

### Synchronschwimmen
- Soňa Bernardová & Ivana Bursová
Frauen, Duett: 14. Platz

### Tennis
- Iveta Benešová
Frauen, Einzel: 1. Runde

- Tomáš Berdych
Männer, Einzel: Viertelfinale
Männer, Doppel: 1. Runde

- Martin Damm
Männer, Doppel: Achtelfinale

- Klára Koukalová
Frauen, Einzel: 1. Runde

- Jiří Novák
Männer, Einzel: 2. Runde
Männer, Doppel: 1. Runde

- Libuše Průšová
Frauen, Doppel: 1. Runde

- Barbora Strýcová
Frauen, Einzel: 1. Runde
Frauen, Doppel: 1. Runde

- Cyril Suk
Männer, Doppel: 2. Runde

### Tischtennis
- Petr Korbel
Männer, Einzel: 17. Platz
Männer, Doppel: 17. Platz

- Renáta Štrbíková
Frauen, Einzel: 49. Platz
Frauen, Doppel: 17. Platz

- Alena Vachovcová
Frauen, Doppel: 17. Platz

- Richard Výborný
Männer, Doppel: 17. Platz

### Triathlon
- Renata Berková
Frauen, Einzel: 32. Platz

- Martin Krňávek
Männer, Einzel: 42. Platz

- Filip Ospalý
Männer, Einzel: 29. Platz

- Lenka Radová-Zemanová
Frauen, Einzel: 26. Platz

- Lucie Zelenková
Frauen, Einzel: DNF

### Turnen
- Jana Komrsková
Frauen, Einzelmehrkampf: 32. Platz in der Qualifikation
Frauen, Boden: 52. Platz in der Qualifikation
Frauen, Pferd: 34. Platz in der Qualifikation
Frauen, Stufenbarren: 42. Platz in der Qualifikation
Frauen, Schwebebalken: 55. Platz in der Qualifikation

### Volleyball (Beach)
- Eva Celbová & Soňa Nováková-Dosoudilová
Frauenturnier: 9. Platz